# 田口長治郎
田口 長治郎（たぐち ちょうじろう、1893年6月10日 - 1979年5月4日）は、日本の政治家。参議院議員（1期）。衆議院議員（7期）。

## 来歴・人物
長崎県島原市に生まれる。長崎県立島原中学校を経て、農林省水産講習所（後に東京水産大学を経て現東京海洋大学）本科卒業。長崎県、山形、滋賀、茨城各県の水産試験場勤務。1937年農林省水産局に入る。1941年、華中水産株式会社に転職し、取締役副社長となる。戦後は長崎で共和水産株式会社を設立して社長になる。また、日本遠洋底引網漁業協会理事長、長崎県水産振興対策本部副本部長、県漁港協会会長に就任した。
1949年の第24回衆議院議員総選挙長崎1区に民主自由党から出馬し、初当選。以後7期連続当選。1958年、衆議院海外同胞引揚及び遺家族援護に関する調査特別委員長。1960年7月、第1次池田内閣農林政務次官。1965年春の叙勲で勲二等旭日重光章受章（勲六等からの昇叙）。1967年の第31回衆議院議員総選挙で落選。
1968年の第8回参議院議員通常選挙全国区当選。1974年の参院選には出馬せず、政界引退。
1978年春の叙勲で勲一等瑞宝章受章。
1979年5月4日、死去。死没日をもって従五位から従三位に叙される。同月16日、長崎市名誉市民。

## その他
- 1975年、金子岩三が発起人となり長崎市の長崎公園に銅像が設立された[8]。
- 山田正彦（菅内閣農林水産大臣）に政治家を勧めた[9]。